# Henry Wellesley, 1. baron Cowley
Henry Wellesley, 1. baron Cowley (Henry Wellesley, 1st Baron Cowley of Wellesley) (20. ledna 1773 – 27. dubna 1847, Paříž, Francie) byl britský diplomat a politik, nejmladší bratr maršála Wellingtona. Od mládí působil v diplomatických službách, vynikl v průběhu napoleonských válek, byl dlouholetým velvyslancem ve Španělsku (1811–1822), Rakousku (1823–1831) a Francii (1841–1846). Od roku 1828 byl s titulem barona členem Sněmovny lordů. Jeho syn Henry Wellesley byl též dlouholetým velvyslancem ve Francii a v roce 1857 získal titul hraběte.

## Kariéra

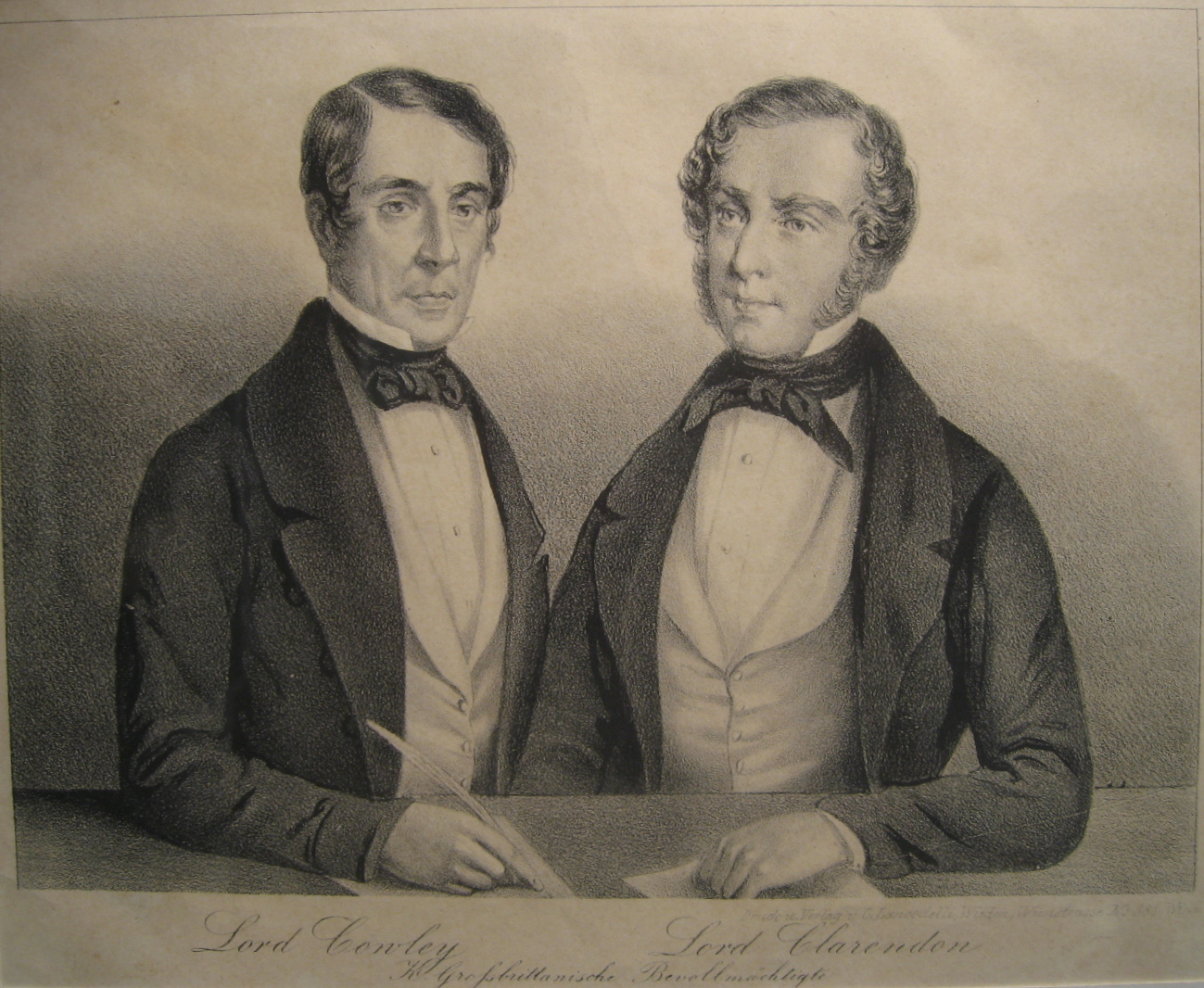
Henry Wellesley, 1. baron Cowley s lordem Clarendonem

Pocházel ze šlechtického rodu Wellesleyů, byl pátým a nejmladším synem 1. hraběte z Morningtonu. Studoval v Etonu a od roku 1791 působil ve službách ministerstva zahraničí, nejprve jako atašé v Haagu, poté jako vyslanecký tajemník ve Stockholmu. Mezitím krátce sloužil v armádě, cestou z Lisabonu v roce 1794 padl do francouzského zajetí. Po návratu byl krátce poslancem irského parlamentu (1795) a v letech 1795–1797 pracoval na ministerstvu zahraničí. V roce 1797 se zúčastnil neúspěšného jednání s Francouzi v Lille, poté doprovázel staršího bratra Richarda do Indie, kde byl jeho tajemníkem (1798–1803).
Po návratu z Indie byl krátce lordem pokladu (1804) a v letech 1807–1809 státním podtajemníkem na ministerstvu financí. V letech 1807–1809 byl zároveň členem Dolní sněmovny, mandátu se ale vzdal při odchodu do Španělska, kde měl diplomaticky podpořit vojenské aktivity svého staršího bratra Arthura. V prosinci 1809 byl jmenován členem Tajné rady, ve Španělsku pobýval od ledna 1810 jako mimořádný vyslanec a od roku 1811 s titulem velvyslance. Trojice bratrů Wellesleyových měla tehdy značný vliv na dění na Pyrenejském poloostrově (nejstarší bratr Richard byl tehdy ministrem zahraničí, Arthur vrchním velitelem ve Španělsku a Portugalsku a Henry velvyslancem ve Španělsku) a úspěch protinapoleonských bojů. V roce 1812 byl Henry povýšen do šlechtického stavu a obdržel Řád lázně, po skončení napoleonských válek získal velkokříž Řádu lázně.
V letech 1823–1831 byl velvyslancem ve Vídni a v roce 1828 s titulem barona vstoupil do Sněmovny lordů. V rámci Peelovy vlády byl v roce 1835 jmenován velvyslancem v Paříži (jeho bratr vévoda Wellington byl tehdy ministrem zahraničí), vláda ale padla již na jaře téhož roku a z Francie byl odvolán. Znovu byl velvyslancem v Paříži v letech 1841–1846 (opět jmenován premiérem R. Peelem). Z funkce odstoupil v červnu 1846, ale z Francie se již nevrátil, zemřel v dubnu o rok později na britském velvyslanectví v Paříži.

## Manželství a potomstvo
Na rodovém sídle Cadoganů Downham Hall se v roce 1803 oženil s Charlotte Cadogan (1781–1855), dcerou 1. hraběte Cadogana. Měli spolu čtyři děti. Nejstarší syn Henry Wellesley, 2. baron Cowley (1804–1884), byl stejně jako otec dlouholetým velvyslancem ve Francii (1852–1867) a nakonec získal titul hraběte (1857). Mladší syn William Wellesley (1806–1875) sloužil u Royal Navy a dosáhl hodnosti kapitána, nejmladší Gerald Wellesley (1809–1882), byl knězem, děkanem ve Windsoru a kaplanem královny Viktorie. Dcera Charlotta (1807–1891) se provdala za politika 1. barona Eburyho z rodu Grosvenorů.
V roce 1810 se Henry Wellesley s manželkou Charlotte rozvedl kvůli poměru, který měla s generálem lordem Pagetem. Henry se v roce 1816 podruhé oženil s Georgianou Cecilovou (1786–1860), dcerou 1. markýze ze Salisbury. Měli spolu dceru Georgianu (1817–1878) provdanou za diplomata barona Bulwera, který byl v letech 1843-1848 velvyslancem ve Španělsku.